# Polyol
Polyoler, även kända som sockeralkoholer, är en grupp organiska föreningar som används som sötningsmedel och fuktgivare i olika livsmedel och produkter. De har en kemisk struktur som liknar både sockerarter och alkoholer, vilket gör att de smakar sött men innehåller färre kalorier än vanligt socker (sackaros). Polyoler är inte lika lätt nedbrytbara i kroppen som socker och har därför en lägre glykemisk påverkan.

## Vanliga typer av polyoler
Några av de vanligaste polyolerna inkluderar:
- Sorbitol – Används ofta i tuggummi och sockerfria godisar.
- Xylitol – Vanligt i tandkräm och tuggummi eftersom det har visat sig kunna minska risken för karies.
- Erythritol – Ett sötningsmedel som nästan inte innehåller några kalorier och som ofta används i kalorifria och lågkaloridieter.
- Mannitol – Används i medicinska sammanhang och i vissa livsmedel som en fuktighetsbevarande substans.

## Användningsområden
Polyoler används främst i sockerfria eller lågkaloriprodukter som tuggummi, godis, bakverk och mejeriprodukter. De används också i farmaceutiska produkter och som fuktbindare i kosmetika. Eftersom polyoler har en minimal inverkan på blodsockernivån är de populära inom diabetesdieter.

## Hälsoaspekter
Även om polyoler generellt anses vara säkra att konsumera, kan överdrivet intag orsaka mag- och tarmbesvär, såsom uppblåsthet och diarré, eftersom de inte fullständigt absorberas i tunntarmen. Därför används polyoler ofta i begränsade mängder i livsmedel.
Polyoler är även karieshämmande, eftersom bakterier i munhålan inte kan bryta ner dem till syror på samma sätt som de bryter ner vanligt socker, vilket minskar risken för tandproblem.